# Нацисты в центре Земли
«Нацисты в центре Земли» (англ. Nazis at the Center of the Earth) — научно-фантастический фильм ужасов кинокомпании The Asylum 2012 года. Является мокбастером к фильму «Железное небо».

## Сюжет
Наши дни. Группа американских молодых учёных-биологов, являющихся одними из лучших специалистов в своих областях, исследует Антарктиду в районе Земли королевы Мод. Это место очень известно, благодаря тому, что во времена Второй Мировой войны здесь находилась одна из секретных баз нацистской Германии. Научная станция американцев находится непосредственно на ней. Учёные исследуют древнейшие формы жизни, находящиеся в Антарктиде, проще говоря различные виды бактерий. Исследования проводятся под руководством доктора Райстока, который исследует Антарктиду в течение уже 10 лет. Двоё из учёных Марк и Пейдж находятся далеко от станции, работая над установкой специального бура, чтобы сделать пробы льда и найти материал для своих исследований. Они держат постоянную связь со станцией.
Как только они начинают бурить лёд, то тут же натыкаются на что-то металлическое. Пейдж рассматривает это место и видит изображение свастики на какой-то металлической конструкции.
Неожиданно позади учёных появляется человек в нацистской форме и противогазе, с оружием. Потом появляются ещё двое. Марка солдат ударяет своим автоматом и тот теряет сознание. Пейдж они также забирают с собой, несмотря на её сопротивление.
Учёные со станции находятся в тревоге, Марк и Пейдж не выходят на связь. И все решают направиться к тому месту где они проводили работы, чтобы узнать в чём дело.
Прибыв на место они обнаруживают на месте лишь следы, уходящие в неизвестном направлении, никакого оборудования не осталось, так как нацисты уходя взорвали место проведения работ. Доктор Райсток и остальные решают возвратиться обратно на станцию. Однако доктор Мос решает идти по следу, на это у него свои причины — Пейдж его возлюбленная.
Остальным ничего не остаётся кроме как сесть в вездеход и следовать за доктором Мосом. Тем временем, Марк и Пейдж уже находятся на нацистской военной базе. Их заперли в большом помещении. Через некоторое время Марка забирают нацисты в противогазах. Марк оказывается на операционном столе, он привязан к столу и не может пошевелиться. Появляется человек лет шестидесяти в белом халате, надетом поверх нацистской формы — это доктор Йозеф Менгеле, известный доктор, во времена Второй Мировой войны, ставивший бесчеловечные эксперименты над живыми людьми. Менгеле берёт скальпель и делает надрез на лбу Марка, потом заживо сдирает кожу с его лица. Учёные тем временем находят туннель, следы заканчиваются около него. Доктор Мос предлагает спуститься туда.
На базе, Пейдж в отчаянии. Дверь в помещение открывается и нацист заносит ей еду, ставит и уходит. Пейдж видит столовую вилку, берёт её и бежит к двери. Ей удаётся открыть дверь, она пытается бежать по коридорам военной базы. Совершенно случайно она попадает в палату, где лежит человек, вначале она принимает его за Марка, но это не Марк. Пройдя в глубь комнаты она видит лежащего под капельницей Марка полностью без кожи, зовущего на помощь. Сзади появляется тот самый человек, который недавно лежал на кровати — это нацист, которому пересадили лицо Марка. Пейдж, ударив его, убегает. На базе поднимается сигнал тревоги.